# زویاد گامساخوردیا
زویاد گامساخوردیا(به گرجی: ზვიად გამსახურდია) سیاستمدار گرجی و نخستین رئیس‌جمهور گرجستان پس از استقلال از اتحاد جماهیر شوروی می‌باشد.وی در سال ۱۹۳۹ در تفلیس پایتخت گرجستان متولد شد. پدرش کنستانین گامساخوردیا یک شخصیت دانشگاهی و از نویسندگان قرن بیستم گرجستان بود.
در اوایل استقلال گرجستان و در دولت گامساخوردیا، تعریف تندروانه‌ای از ملی‌گرایی گرجی ارائه گشت نه تنها تأثیر مثبتی بر روند یکپارچگی و همبستگی ملی نداشت، بلکه موجب هراس و طرد دیگر گروه‌های قومی گشت.